# Knattspyrnufélag Austfjarða
Knattspyrnufélag Austfjarða (letterlijk "Voetbalclub Oostfjorden"), gewoonlijk afgekort met KFA, is een IJslandse voetbalclub uit de gemeente Fjarðabyggð, in de provincie Austurland. De clubkleuren zijn rood en marineblauw.
De naam van de club verwijst naar de oostfjorden van de provincie Austurland. 

## Geschiedenis
In 2022 werd KFA opgericht als fusie van de eerste elftallen van KF Fjarðabyggð en Leiknir Fáskrúðsfirði. Het fungeert als gezamenlijk standaardteam van de sportverenigingen Leiknir Fáskrúðsfirði, Þróttur Neskaupstað, Austri Eskifirði, Valur Reyðarfirði en Súlan Stöðvarfirði.
Voor het eerste seizoen zou het deelnemen aan de 2. deild karla, de derde klasse.